# Limons
 Limons  es una población y comuna francesa, situada en la región de Auvernia, departamento de Puy-de-Dôme, en el distrito de Thiers y cantón de Maringues.

## Demografía
| 594 | 641 | 594 | 574 | 630 | 628 |
| Para los censos de 1962 a 1999 la población legal corresponde a la población sin duplicidades (Fuente: INSEE [Consultar]) |     |     |     |     |     |